# ミスハマグリ
ミスハマグリ（御簾蛤、学名：Meretrix lyrata）は食用貝の一種であり、マルスダレガイ目マルスダレガイ科ハマグリ属に属する海水棲二枚貝である。

## 形態
殻は殻頂が明らかに突出した三角形で、殻外面は粗い輪肋が密に顕れ、一部の個体の背縁は暗褐色であり、背縁から腹縁までの輪肋は不明瞭である。殻内部は白色で、前後端は暗褐色である 。

## 分布
本種は中国の華南、及び台湾の新北市淡水、宜蘭県亀山島、花蓮県、台南市安平、高雄市と屏東県恒春半島[10]と東港鎮、および東南アジアのフィリピンとベトナムの東シナ海南部、南シナ海沿岸に棲息する。
多くの場合、潮間帯から20mの水深の泥砂底に棲息している 。

## 異名
- Cytherea lyrata Sowerby, 1851

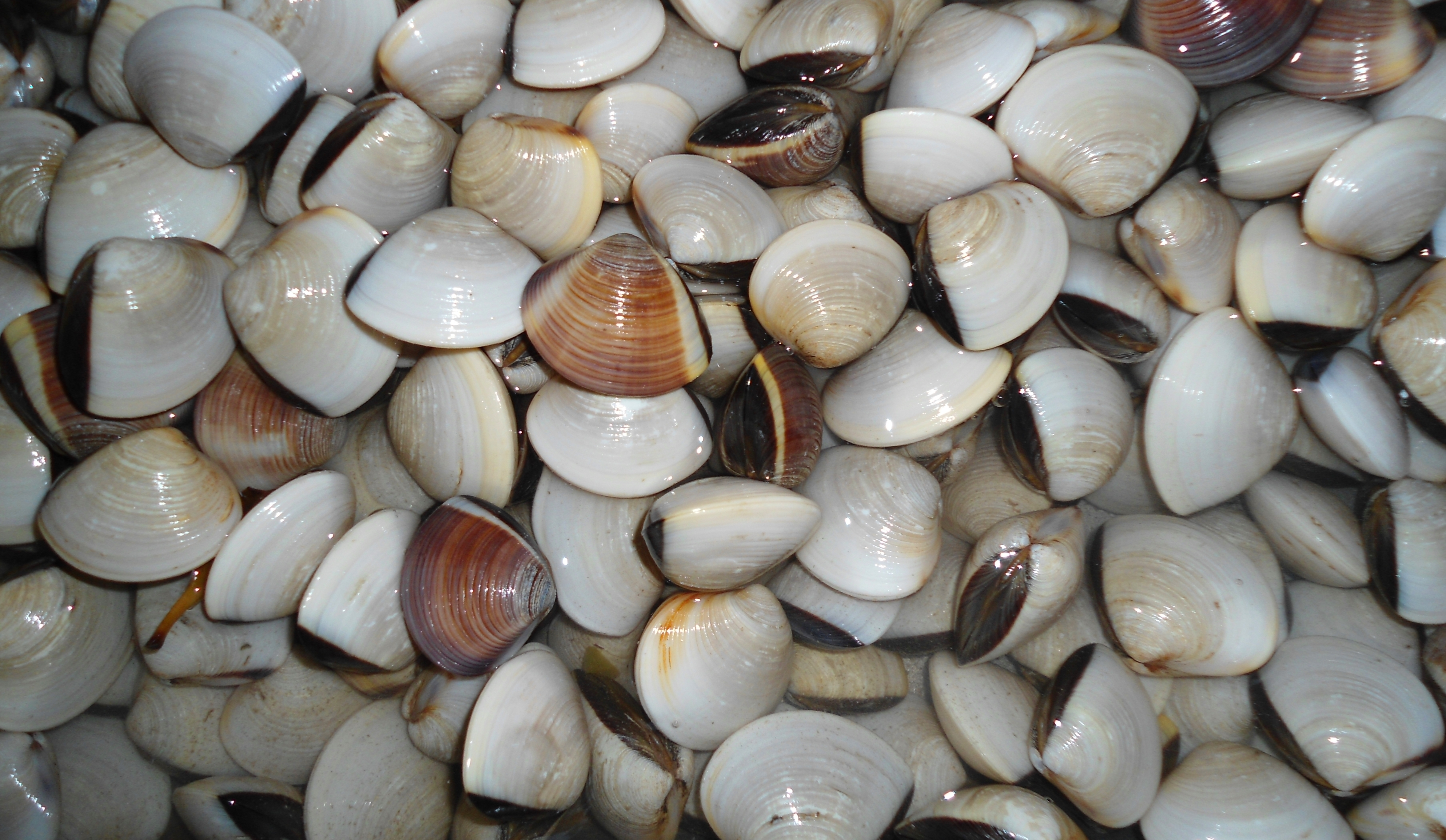
海南省海口市の水産市場に並ぶ本種

## 人との関わり
本種は食用として流通しており、ベトナムにおいては、各種調理法で食べられており、またベトナム東部と南部における重要な輸出品目でもある 。

## 脚註
1. ↑  巫文隆 (1980). “台灣重要食用雙殼貝類研究”. 貝類学報 (中華民国貝類学会) 7:  101-114 2018年10月10日閲覧。.
2. ↑  Ho, T. Y. (1963). “A list of Edible Mollusks of Taiwan [台灣可食用軟體動物列表”]. 台大漁業生物試驗所研究報告（Reports on the Institute of Fisheries Biology, National Taiwan University） (國立台灣大學漁業生物試驗所) 1 (3):  42-47 2017年3月11日閲覧。.
3. 1 2 3  “国際貝庫：皺肋文蛤” (中国語).   台湾貝類資料庫. 2016年3月4日時点のオリジナルよりアーカイブ。2018年8月14日閲覧。
4. 1 2  “BIVALVES”.   Fisheries Informatic Center, Ministry of Agriculture and Rural Development of Vietnam. 2006年10月4日時点のオリジナルよりアーカイブ。2008年5月25日閲覧。

- Reid、Shannon（2003） “Meretrix lyrata (Sowerby, 1851)”. 2010年1月16日時点のオリジナルよりアーカイブ。2018年8月14日閲覧。OBISインド太平洋軟体動物データベース、自然科学アカデミー。
- “NCBI”. 2020年3月4日時点のオリジナルよりアーカイブ。2018年8月14日閲覧。
- “AGROVOC Thesaurus”. Template:Cite webの呼び出しエラー：引数 accessdate は必須です。[リンク切れ]